# Zentraleuropäische Diabetesgesellschaft
Die Zentraleuropäische Diabetesgesellschaft – międzynarodowa organizacja medyczna, zrzeszająca specjalistów diabetologów, założona w 1969 jako Föderation der Internationalen Donau-Symposia über Diabetes mellitus (FID). W 2006 towarzystwo zmieniło nazwę na obowiązującą do dziś.